# Andrica-sejtés
A számelmélet területén a Dorin Andrica román matematikusról elnevezett Andrica-sejtés a prímszámok közötti hézagokról szóló sejtés.
A sejtés állítása szerint a
{\displaystyle {\sqrt {p_{n+1}}}-{\sqrt {p_{n}}}<1}
egyenlőtlenség minden {\displaystyle n}-re teljesül, ahol {\displaystyle p_{n}} az n-edik prímszám. Ha {\displaystyle g_{n}=p_{n+1}-p_{n}} jelöli az n-edik prímhézagot, akkor az Andrica-sejtés a következőképpen is megfogalmazható:
{\displaystyle g_{n}<2{\sqrt {p_{n}}}+1.}

## Empirikus bizonyítékok
Imran Ghory a legnagyobb prímhézagokra vonatkozó adatok felhasználásával igazolta a sejtést egészen 1,3002 · 1016-ig. A fenti prímhézag-egyenlőtlenség és a táblázatok segítségével a sejtés egészen 4 · 1018-ig bizonyított.
Az {\displaystyle A_{n}={\sqrt {p_{n+1}}}-{\sqrt {p_{n}}}} diszkrét függvény grafikonja a jobb oldalon látható. Az {\displaystyle A_{n}} csúcsértékei n = 1, 2 és 4-nél találhatók; A4 ≈ 0,670873..., aminél nincs nagyobb érték az első 105 prím között. Mivel az Andrica-függvény értéke n növekedésével aszimptotikusan csökken, nagy n-eknél egyre nagyobb prímhézagra van szükség a különbség növeléséhez. Emiatt erősen valószínűnek tűnik, hogy a sejtés igaz, bár még nem sikerült bizonyítani.

## Általánosításai
Az Andrica-sejtés egyszerű általánosítása a következő egyenlőség:
{\displaystyle p_{n+1}^{x}-p_{n}^{x}=1,}
ahol {\displaystyle p_{n}} az n-edik prímszám, x pedig bármely pozitív valós szám lehet.
Az x legnagyobb lehetséges értéke nyilvánvalóan {\displaystyle n=1}-nél van, amikor xmax = 1. A sejtések szerint x-re a legkisebb megoldás xmin ≈ 0,567148... (A038458 sorozat az OEIS-ben), ami n = 30-nál teljesül.
Az általánosított Andrica-sejtést fel lehet írni egyenlőtlenség formájában is:
{\displaystyle p_{n+1}^{x}-p_{n}^{x}<1}, ahol {\displaystyle x<x_{\min }.}